# Massilia Sound System

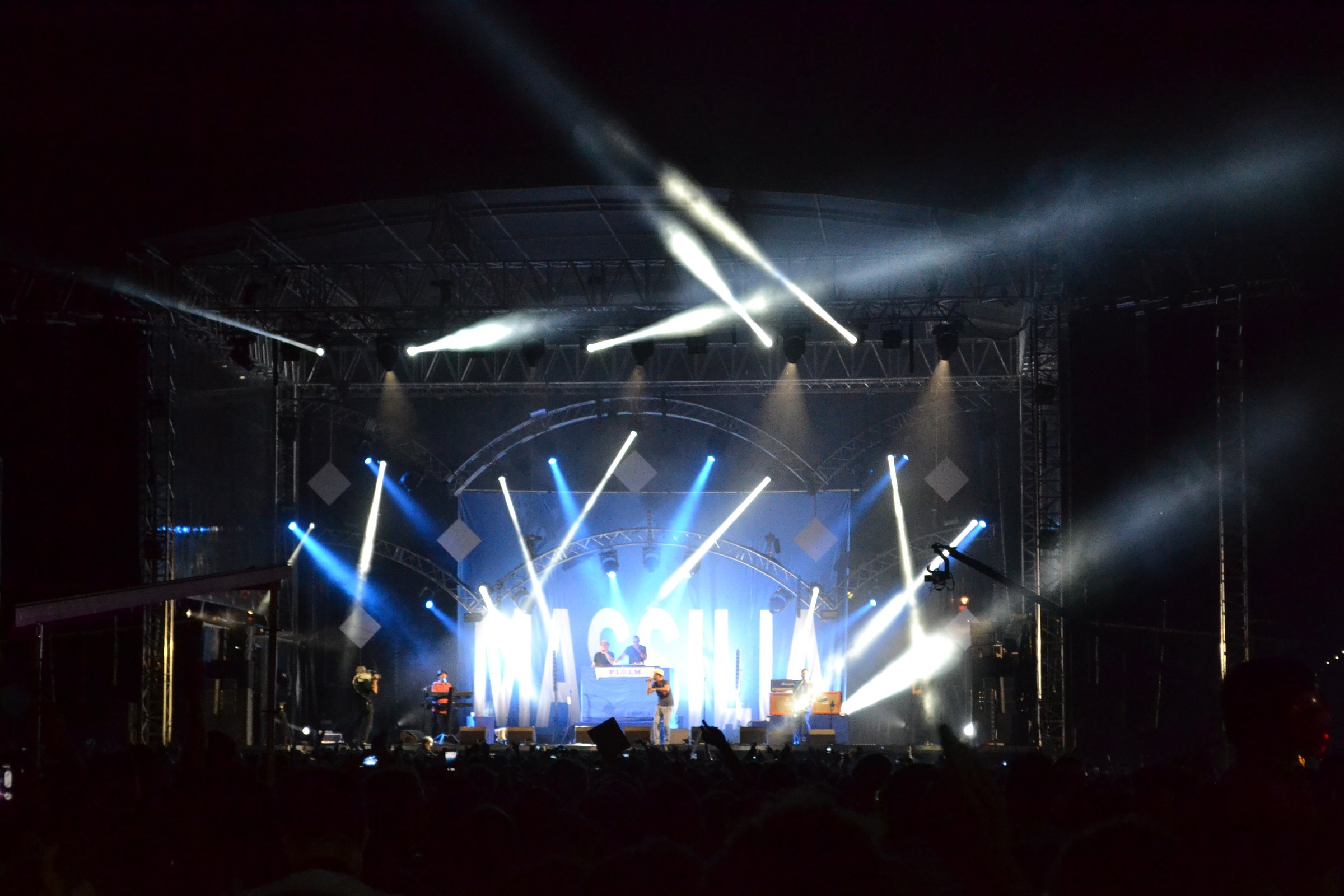
Massilia Sound System tijdens het Rio Locofestival in Toulouse (2015)

Massilia Sound System is een Franse band die in 1984 werd opgericht in Marseille. Massilia is de naam van de kolonie die omstreeks 600 v.Chr. in het zuiden van het huidige Frankrijk werd gesticht tijdens de Griekse kolonisatie.
De band maakt een hybride vorm van reggae en ragga, die soms als "trobamuffin" wordt omschreven, een verwijzing naar het Franse woord trobador (troubadour). Op latere albums worden meer invloeden uit andere muziekstijlen toegevoegd aan de muziek, waaronder drum and bass, rock en hiphop.
De teksten van de band zijn meestal in het Frans en Occitaans (maar ook enkele nummers in het Portugees en Italiaans). De band staat tegelijkertijd bekend om zijn rol in het verdedigen van het multiculturalisme, als om het verdedigen van de regionale cultuur en in het bijzonder het Occitaans.
Oorspronkelijk opereerde de band in de underground en daarom richtte MSM mee het platenlabel Ròker Promocion op, dat later bands als Fabulous Trobadors en IAM lanceerde.

## Leden

### Huidige leden
- Papet J / Jali (René Mazzarino) : MC
- Moussu T / Tatou (François Ridel) : MC
- Gari Gréù (Laurent Garibaldi) : MC
- Blù : gitaar
- Janvié : keyboards
- DJ Kayalik : beats, samples

### Voormalige leden
- Lux B (Lux Botté) : MC (overleden op 18 juli 2008)
- Goatari / Lo Minot (Bruno Martin) 1989-1996 : keyboards, beats

## Discografie
- Rude et souple (demo cassette)
- Vive le PIIM (demo cassette)
- Parla Patois (1992)
- Chourmo (1993)
- Commando Fada (1995)
- On met le òai partout (livealbum) (1996)
- Aïolliwood (1997)
- Marseille London Experience (1999)
- 3968 CR 13 (2000)
- Occitanista (2002)
- Massilia fait tourner (livealbum) (2004)
- Òai e Libertat (2007)
- Massilia (2014)
- Sale Caractère (2021)